# 구 수원문화원
구 수원문화원은 대한민국 경기도 수원시 팔달구에 있는 건축물이다. 2014년 9월 1일 국가등록문화재 제597호로 지정되었다.

## 개요
구 수원문화원은 금융회사인 조선중앙무진회사 사옥으로 건립된 벽돌조 2층 건물로 광복후 오랫동안 수원문화원 건물로 사용되었다.
지상2층의 벽돌조 건축물로서 평면은 거의 정방형에 가까운 형태이며 창호 몰딩을 조적벽체보다 돌출시켜 입체적으로 구성하였고 정면의 창호에 꽃봉오리 모양을 장식하여 정면성을 강조하는 등 규모는 작지만 장식적 요소가 많고 건축 기법이 우수한 건물로 가치가 있다.

## 현지 안내문
일제강점기에 금융대부업을 위한 조선중앙무진회사 건물로서 지어졌고, 1953년 4월 21일 수원시로 소유권이 이전되었다. 1956년 수원시청 임시청사로 사용되다가, 바로 옆에 수원시청사가 지어지고 난 뒤 1958년 수원시청 별관으로 잠깐 이용되었고, 1960년대초부터 1999년 12월까지 오랫동안 수원문화원 건물로 사용되었다. '구 수원문화원'은 지상 2층 규모의 벽돌조 검물로 평면은 거의 정방형에 가까운 형태이며, 지붕은 모임지붕 형태로 되었고 시멘트 기와를 이었다. 정면 중앙의 현관 상부에 캐노피를 설치했다. 특히 1층 정면의 창호에는 꽃봉오리 모양의 장식을 만들어 정면성을 강조하였고, 2층 창호에는 상·하면에 수평 돌림띠를 만들어 장식하였다. 규모는 작지만 장식적 요소가 많고 건축기법이 우수한 건물로 가치를 인정받고 있다.

## 참고 자료
- 구 수원문화원 - 국가유산청 국가유산포털